# دونكان ماكورميك
دونكان ماكورميك (بالإنجليزية: Duncan McCormick)‏ (1 نوفمبر 1995 بسياتل في الولايات المتحدة - ) هو لاعب كرة قدم أمريكي في مركز الوسط. لعب مع فينيكس راسينغ وتاكوما ديفنس.

## وصلات خارجية
- دونكان ماكورميك على موقع قاعدة بيانات كرة القدم.إي يو (الإنجليزية)